# Ușnea, Mena
Ușnea (în ucraineană Ушня) este localitatea de reședință a comunei Ușnea din raionul Mena, regiunea Cernihiv, Ucraina.

## Demografie
Componența lingvistică a localității Ușnea
     Ucraineană (98,36%)
     Rusă (1,51%)
Conform recensământului din 2001, majoritatea populației localității Ușnea era vorbitoare de ucraineană (98,36%), existând în minoritate și vorbitori de rusă (1,51%).